# テレビドラマ・時代劇シリーズ
『テレビドラマシリーズ』および『時代劇シリーズ』（じだいげきシリーズ）は、1971年4月から1982年3月まで日本テレビ（関東ローカル）で放送されたテレビドラマの再放送枠の名称である。放送時間は月曜日から金曜日の15:00 - 16:00（JST）だが、1974年7月以降は『NNNニューススポット』の再設置に伴い、15:00 - 15:55に短縮された。
なお土曜日や月曜日から金曜日の10時台に放送された時代劇再放送枠に関しては、『時代劇シリーズ』を参照。

## 概要
日本テレビの月曜日から金曜日の15時枠は、1967年10月から『名作シリーズ』といった再放送枠を設置していたが、1970年10月から一旦中断しており、半年ぶりの再設置となった。放送作品は『グランド劇場（現：土曜ドラマ）』や水曜20時枠作品などで、『細うで繁盛記』シリーズを筆頭とした読売テレビ制作作品も放送した。ただし一部の青春ドラマや刑事ドラマは直後の月曜日から金曜日16時枠『青春アワー』または『青春アクションシリーズ』で放送するので、当枠では放送しなかった。
また当初は、枠名が『テレビドラマシリーズ』の時でも時代劇を放送していたが、1975年から時代劇を放送する際は、枠名を『時代劇シリーズ』と改題して放送した。
1982年春の改編で、月曜日から金曜日の17:10の『マイスタ芸能ワイド』が『芸能マイスタ』と改題して14:55に移動し（同時に『2時のワイドショー』に内包）、17:00の『読売新聞ニュース』が月曜日から金曜日のみ15:50に移動するため、11年続いた当枠は廃枠、再放送枠は15:15 - 15:45に縮小される。しかしそれも同年秋の改編で、『マイスタ』の後継『酒井広のうわさのスタジオ』が14:55 - 15:50に設置（『2時のワイド』からは分離）するために廃枠になり、日本テレビ月曜日から金曜日15時枠はしばらくワイドショーが続く。

## 主な放送作品
- おふくろの味シリーズ
- 2丁目3番地
- 見合い恋愛
- 嫁ゆかば
- ひげとたんぽぽ
- はまぐり大将
- 新婚さん旧婚さん
- ここから始まる
- どんとこい
- 焼きたてのホカホカ
- 七つちがい
- うちのおとうさん
- 姿三四郎（竹脇無我主演版）
- 弥次喜多隠密道中
- 大坂城の女
- 青春太閤記 いまにみておれ!
- ぼてじゃこ物語
- らっきょうの花
- 細うで繁盛記シリーズ
- こんな男でよかったら
- 恋は大吉
- くるくるくるり
- あにき
- 百年目の恋
- 午後の旅立ち
- じゃがいも
- 天下のおやじ
- 子連れ狼（萬屋錦之介主演版）
- 花は花よめ
- となりのとなり
- ほおずきの唄
- ちんどんどん
- 長崎犯科帳
- おからの華
- あがり一丁!
- 前略おふくろ様
- 伝七捕物帳（四代目中村梅之助主演版）
- いろはの"い"
- 水もれ甲介
- 気まぐれ天使
- 傷だらけの天使
- さらば愛
- いのちの絶唱
- 春のもつれ

- など[3]

## その他
- 月曜日から金曜日の14時や16時同様、「プロ野球日本シリーズ」（当時はデーゲーム）などのプロ野球中継の時は休止される事がある。